# 高不識
高不識（?—?），西漢匈奴人，曾任校尉，曾為霍去病部將，參與對匈奴之戰，封宜冠侯。

## 生平
高不識為歸附漢朝的匈奴人。前122年（漢元狩元年），參與霍去病攻打匈奴戰役。前123年（漢元狩2年），再度參與攻打匈奴戰役，在夏季與匈奴右賢王之戰中，因軍功，以校尉身份，獲封宜冠侯。前125年（漢元狩4年），參與對匈奴戰役，因為申報戰功不實，被剝奪侯位。